# Францисканцы-конвентуалы

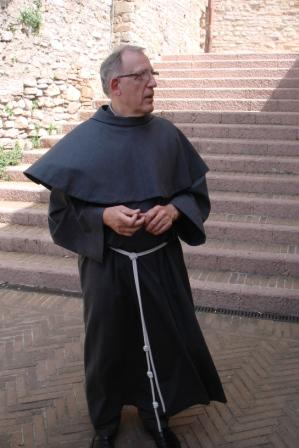
Францисканец-конвентуал в облачении. Петля удерживает верёвочный пояс-«дисциплину». На конце верёвки — «францисканские» утяжеляющие узлы для наказания, чтобы наказанному было больней

Францисканцы-конвентуалы, также Орден братьев меньших конвентуальных (OFM Conv) — одна из трёх ветвей ордена францисканцев. Как и прочие ветви францисканцев, обсерванты и капуцины, конвентуалы ведут свою историю от общины, основанной в начале XIII века святым Франциском Ассизским. Собственно орденская ветвь OFM Conv образовалась в 1517 году после разделения ордена на обсервантов и конвентуалов.

## История
Споры в ордене между обсервантистским течением (observantio — «соблюдение», имеется в виду строгое соблюдение положений устава), настаивавшем на строгом соблюдении правила святого Франциска о совершенной бедности и отказе от имущества для членов ордена, и конвентуалами (conventum — «монастырь»), которые стояли за организацию монашеских общин и монастырей, аналогичных существующим в других орденах, начались в первые же десятилетия существования ордена. В 1388 году у обсервантов появился собственный настоятель, получавший пост викария генерала Ордена. В 1446 году папа Евгений IV буллой Ut sacra предоставил обсервантам автономию, после чего у францисканцев возникла параллельная иерархия, официальная (конвентуалов) и автономная (обсервантов). Ряд попыток объединить оба направления, самая известная была предпринята папой Каликстом III в 1456 году, не увенчались успехом. Многие влиятельные католические иерархи были настроены против конвентуалов, в 1464 году кардинал Николай Кузанский приказал всем конвентуальным общинам Германии принять обсервантистские правила, аналогично поступил испанский кардинал Ф. Хименес де Сиснерос.

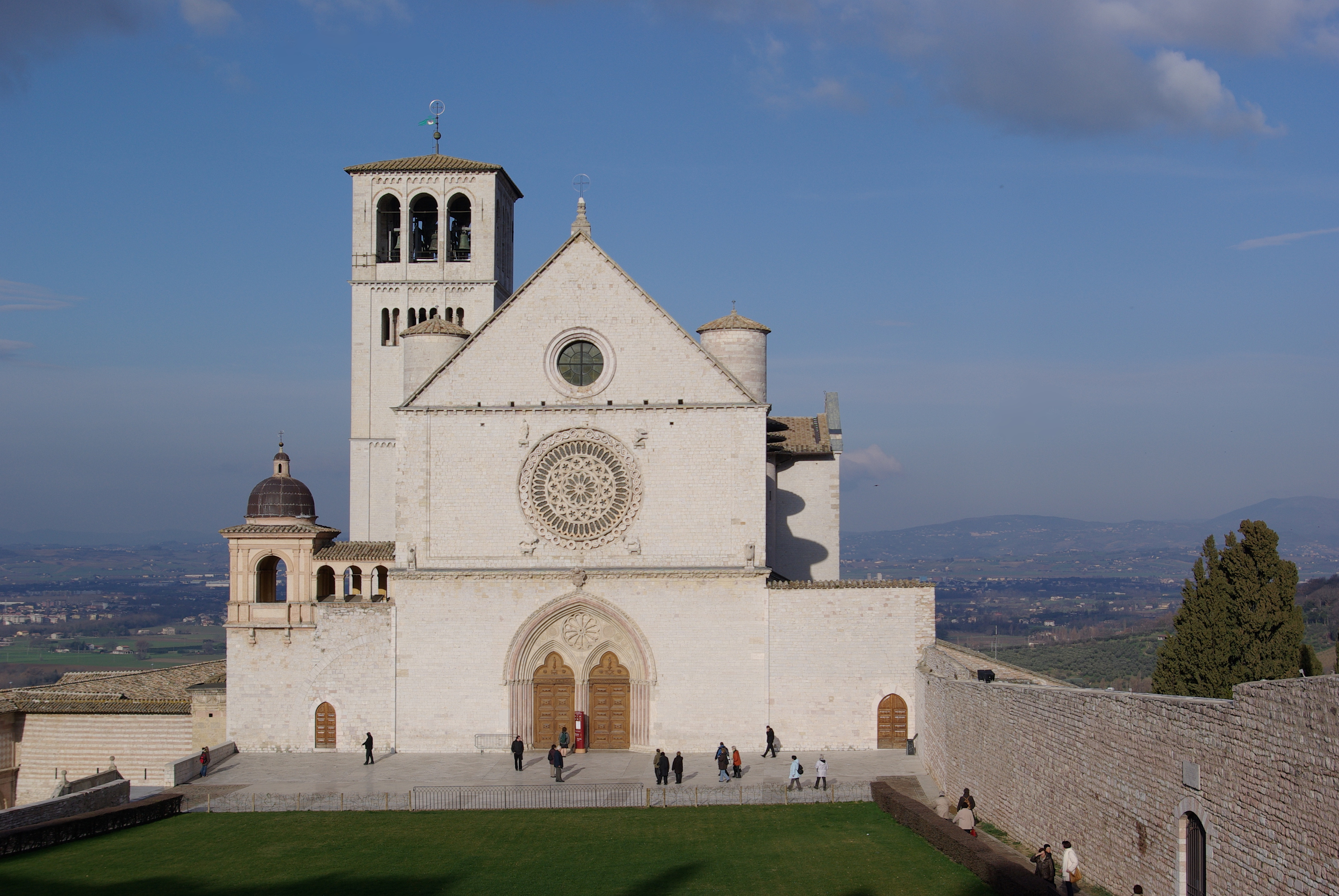
Базилика святого Франциска в Ассизи — главный храм конвентуалов и всех францисканцев

Разделение двух ветвей было закреплено в 1517 году, когда папа Лев X своим решением узаконил разделение ордена на 2 ветви. Двое из числа конвентуальных францисканцев были избраны папами — Сикст V и Климент XIV.

## Современное состояние
По данным на 2019 год всего в мире насчитывалось 4158 конвентуалов, из них 2879 священников. Орден OFM Conv насчитывает 594 общины. Конвентуалы опекают главный храм францисканцев — базилику святого Франциска в Ассизи.
В России конвентуалы представлены существенно шире, чем 2 другие францисканские ветви, существуют 5 общин: Монастырь святого Франциска в Москве, Монастырь святого Антония Санкт-Петербурге, Храм Успения Богородицы Астрахани, Приход Святого Георгия Великомученика Калуге и Храм Святого Бруно Черняховске. В 2001 году общины францисканцев-конвентуалов в России были объединены в Российскую генеральную кустодию. Первым главой кустодии был священник Григорий Цёрох. С 2005 года кустодию возглавляет священник Николай Дубинин. В России францисканцы-конвентуалы ведут обширную издательскую деятельность, в частности издают Католическую энциклопедию. Всего в пяти российских общинах около 40-а братьев.
Общины францисканцев-конвентуалов есть также на Украине (во Львове и Большовцах) и Белоруссии (Гродно).